# Denís Xiriàiev
Denís Xiriàiev és un artista digital, youtuber i programador rus conegut per ver noves versions de films antics del pas del segle xix i al xx, amb tecnologia d'intel·ligència artificial.
Xiriàiev es va llicenciar en sistemes d'informació i tecnologies a la Universitat de Moscou. El 2020 va crear l'empresa Neural Love que proposa solucions informàtiques per fer noves versions de films i fotos antics. Fa uns quants anys se'n va anar de Moscou cap a Polònia. Va guanyar reconeixement internacional després de penjar uns dels seus experiments a YouTube.

## Obres destacades
Xiriàiev descriu les versions de films antics com «el més semblant a un viatge en el temps», atès que restaura films del cinema primitiu i actualitza l'escala del vídeo a resolució 4K, que augmenta la velocitat a 60 fotogrames per segon i que permet afegir color. Fa servir programari d'intel·ligència artificial. El so, afegit per augmentar l’autenticitat, prové del so immersiu remasteritzat del film original.
Va remasteritzar el primer film dels germans Lumière de 1896 L'arribada d'un tren a l'estació de La Ciotat. L'obra d'uns escassos 50 segons. Un altre vídeo popular de 2020, A Trip Through New York City in 1911, consisteix en l’actualització d'un film de l'estudi cinematogràfic suec Svenska Biografteatern. The Flying Train recrea un viatge amb el famós tren suspés, la Wuppertaler Schwebebahn a la ciutat alemanya de Wuppertal, un film de la col·lecció del Museu d'Art Modern de Nova York.
El 2020, Denís Xiriàiev va publicar un vídeo en què, mitjançant xarxes neuronals, generà cares realistes de set personatges d’obres pictòriques cèlebres: Mona Lisa, L'autoretrat amb collaret d’espines i colibrí de Frida Kahlo, El naixement de Venus, La noia de la perla, Dama amb un ermini, Gòtic americà i La ronda de nit.
Hi ha historiadors que critiquen les creacions de Xiriàiev, com que no troben clar el que ha estat afegit i eliminat. També troben que la remasterització de films antics no genera autenticitat, sinó que l'allunya del moment històric. Fora de la creació artística, aquesta tecnologia es podria fer servir per realitzar deepfakes i provar així d'enganyar els qui els volenn manipular l'opinió pública. Tant és així que algunes xarxes socials, com Facebook, els han prohibit.